# 盖乌斯·马略
盖乌斯·马略（Gaius Marius，前157年—前86年1月13日），古罗马军事统帅和政治家。马略成长于阿尔皮诺的一个殷实的意大利家庭， 他通过一系列军事胜利及赫赫战功在不同时间担任了许多罗马共和国的高级官职。由于他在辛布里战争中成功的打败了日耳曼部落的入侵，他被称为“第三位罗马的创始者”（前两位是罗慕路斯和马库斯·福利乌斯·卡米卢斯）。他是朱古达战争和辛布里战争的战争英雄。他在罗马战败于日尔曼人的危难之时当选执政官，并史无前例的担任过七次这个职务。他进行军事改革，实行募兵制，最终击败日耳曼三族（阿姆布昂人、条顿人、辛布里人）。但是罗马社会也因募兵制的实行发生变化，成为职业军人的士兵越来越依附于将领个人，成为个人的政治资产，最终罗马逐渐走向独裁和帝制。
在武器方面，马略改善了罗马重标枪的设计。

## 生平
迦太基灭亡后，其邻国努米底亚开始与罗马发生冲突。在冲突中罗马屡次受挫，始终没有征服它。马略被推举为执政官后，组织雇佣军队远征北非，史称朱古达战争。公元前106年，努米底亞國王朱古达被锁着铁链押解到罗马。马略虽然任期已满，但仗着自己的军事实力，仍然继续不法执政。此时的罗马也没有什么力量能奈何他。
前86年，马略第七次当选为执政官后不久因病去世。羅馬僅馬略一人七次當選執政官。

## 对后世的影响
从马略开始，罗马进入第三个发展阶段：即军人共和时期。这时雇佣军的领袖们都想统治罗马，而马略作为平民领袖，一些贵族们对其执政也多有不满，于是争权夺利的战争开始。与马略作对的，是贵族苏拉，其在北非时曾为马略的部下。这时的斗争环境异常恐怖及残忍，他们对于政敌动不动就大肆屠杀，被他们放逐或杀戮的人数以千计，而失败者的地产则被拍卖。继他们的慘烈鬥爭及斯巴達克斯起義的恐怖局面之后，盧庫盧斯、庞培、克拉苏、凱撒等先后做军政当局的首脑。